# 매슈 벨러미
매슈 제임스 벨러미(영어: Matthew James Bellamy, 1978년 6월 9일~)는 영국의 싱어송라이터이자 기타리스트, 피아니스트이다. 그는 얼터너티브 록 밴드 뮤즈에서 활동하고 있다.
가성 창법과 상당한 기타, 피아노 연주 능력으로 알려져 있다.

## 생애
벨러미는 케임브리지에서 태어났지만 어릴적 시절의 대부분을 데본에서 보냈다. 그곳에서 학교를 다니면서 그는 음악에 관심을 보이기 시작했으며 교내에서 클라리넷을 연주하기도 했다. 그의 아버지인 조지 벨러미는 영국 그룹으로는 최초로 미국에서 1위를 했던 60년대 영국 록 밴드 더 토네이도즈의 리듬 기타리스트였다. 그의 어머니 마를린은 아일랜드에서 태어났지만 70년대에 영국으로 이사를 갔다. 그녀가 이사간 첫날 그는 런던에서 택시 운전사로 일하던 조지 벨러미를 만났다. 그들은 케임브리지로 이사간 뒤 메튜 벨러미의 형인 폴 벨러미를 낳았고, 몇 년 이후 매슈를 낳았다. 1980년대 중반 그들은 데본의 테인마우스로 이사를 갔고, 그곳에서 매슈가 테인마우스 커뮤니티 콜리지를 다녔다. 그는 뮤즈가 탄생하기 전 엑세터 콜리지에도 다녔다. 그는 이탈리아 정신과 의사 가이아와 약혼해 이탈리아의 코모 호수 근처에서 같이 살았으나, 2009년 12월경 헤어졌다.
그는 또한 유별난 사람으로도 잘 알려져 있는데, 같은 영국인도 알아듣기 어려울 정도로 빠른 말투와 독특한 취미, 그리고 뮤즈 특유의 슬픈 멜로디로 유명하다.

## 수상 경력
영국 음악 월간지 《Total Guitar》 투표 순위에서 벨러미는 기타리스트 29위를 기록했다.
2004년에 뮤즈의 앨범 《Absolution》은 록 전문지 《Kerrang!》어워드에서 최고 앨범 상을 받았다.
곡 《Plug In Baby》의 기타 리프는 《토탈 기타》지의 기타 리프 투표에서 13위를 기록했으며, 이것은 《Q 매거진》지에서도 최고의 기타 리프로 거론되었다. 또한 곡 〈Stockholm Syndrome〉의 리프는 호주 라디오 《Triple J's Top 100 Riffs》에서 너바나의 〈Smells Like Teen Spirit〉등의 다른 리프들을 제치고 최고 리프로 선정되었다. 여기서〈Plug In Baby〉는 20위를 기록했다.
2005년 4월, 록 전문잡지《Kerrang!》은 그를 "락 분야의 가장 섹시한 사람 50명"중 28위에 선정했으나, 《Kerrang!》잡지사에 이의를 제기하는 편지가 쇄도했던 까닭에 잡지사는 결정을 바꾸고 2008년도 비공식 투표에서 그를 1위에 선정했다. 《Cosmopolitan》지 역시 2003년, 2004년에 그를 가장 섹시한 락커로 선정하기도 했다.
영국 NME 매거진은 그를 "역대 최고의 락큰롤 히어로" 부문에서 14위로 선정하였다. 이는 존 레논과 밥 딜런보다 앞선 순위였다. 벨러미는 또한 2007년도 "NME 어워즈"에서 "가장 섹시한 남성" 부문에서 우승한 바 있으며, 2009년, 2010년에도 다시 우승하였다. 2010년에는 같은 밴드 멤버인 도미닉 하워드와 동시에 노미네이트되었으며 근소한 차이로 도미닉 하워드를 2위로 제치고 1위를 차지하여 상을 수상하였다. 그러나 벨러미는 스스로 "섹시하다고 하기엔 너무 키가 작다"며, (그의 키는 5피트 7인치, 약 170cm이다.) 이 상은 뮤즈의 드러머인 도미닉 하워드가 받았어야 한다고 언급하였다.
2008년 9월 26일에는 영국 플리머스 대학교(University of Plymouth)가 뮤즈 멤버들에게 그들의 음악분야에 대한 활동에 대해 명예 예술 박사 학위를 수여하였다.
2010년 1월 《Total Guitar》지는 벨러미를 "근 10년간의 대표 기타리스트(Guitarist of the Decade)"로 명명하였으며, "그의 세대의 지미 핸드릭스"라고 표현하였다. 2010년도 기네스 북 세계 신기록에 벨러미는 밴드 투어 중에 가장 많은 기타를 박살낸 기록을 보유하고 있다. 그의 기록, 140회는 앱솔루션 투어(Absolution Tour) 중에 생긴 기록이다. 2010년 4월, 《Q Magazine 》은 벨러미를 "역대 최고의 밴드 프론트맨" 중에서 8위로 선정했다. 2010년 12월, 음악 전문 웹사이트 MusicRadar는 "역대 최고의 리드 싱어" 투표에서 그를 9위로 선정한 바 있다.

## 그 밖의 활동
매슈 벨러미는 2009년 영화 <인터내셔널(The International)>의 엔딩 크레딧 곡의 공동 작곡가이다. 그는 또한 <Soaked>라는 곡을 아메리칸 아이돌에서 뮤즈의 곡을 불렀던 아담 램버트에게 주었는데, 이 곡은 아담 램버트의 데뷔 앨범, <For Your Entertainment>에 수록되어 있다.
또한, 벨러미는 비디오 게임 <기타 히어로 5>에서 뮤즈의 곡 <Plug In Baby>와 함께 플레이 가능한 캐릭터로 등장한다.